# Rakousko-turecké války v Uhersku (1526–1568)
Rakousko-turecké války v Uhersku (1526–1568) představovaly řadu vojenských tažení na území Uherska, které proti sobě podnikali Habsburkové se svými spojenci a Osmanskou říší. I když měli celkově Osmané "hlavní slovo" a iniciativu, válka nedosáhla žádného rozhodujícího výsledku. V otevřeném poli zůstávala osmanská armáda velmi silná, ale často ztrácela značné množství času obléháním mnoha pevností na uherských hranicích a její komunikační linie zůstaly nebezpečně přetížené.
Po smrti Ludvíka II., krále českého a uherského, v bitvě Moháče se o český i uherský trůn ucházel jednak sedmihradský vévoda a uherský král Jan Zápolský (1487–1540), jednak rakouský arcivévoda a pozdější císař Ferdinand I. Když se Ferdinand chystal zakročit silou, požádal Zápolský o pomoc sultána Sulejmana I., který už roku 1526 krátce obléhal Vídeň. Pod jeho ochranou se Zápolský stal uherským králem, což sice většina uherských magnátů podporovala, zároveň to však odporovalo předchozím diplomatickým dohodám a smlouvám. Když sultán odtáhl, vyslal Ferdinand do Uher vojsko, které Zápolského hladce porazilo a vypudilo ze země. Habsburkové tak obhájili českou a uherskou korunu a na základě vídeňského kongresu (1515) se stali dědici Jagellonců.
První rakousko-turecká válka skončila roku 1541 rozdělením Uher na západní a severozápadní část nalepenou na Rakousko a zbytek s centrem v Budíně začleněný do Osmanské říše. Sedmihradsko se stalo osmanským vazalským státem (území Jana Zikmunda Zápolského a jeho matky Isabelly Jagiellonské). V Uhersku byla ustavena turecká vláda a Habsburkům zůstala jen malá část země.

## 30. léta 16. století
Po neúspěšném obléhání Vídně Sulejmanem v roce 1529 zahájil Ferdinand I. v roce 1530 protiútok, aby znovu získal iniciativu a pomstil zkázu způsobenou Sulejmanovou armádou čítající 120 000 mužů.
Sulejman reagoval v roce 1532, kdy vedl obrovskou armádu o více než 120 000 vojácích k dalšímu obléhání Vídně. Ferdinand však svou armádu stáhl a nechal pouze 700 mužů bez děl a s několika puškami na obranu Günsu (Kőszegu). Během obléhání Günsu si velkovezír Osmanů Ibrahim Paša neuvědomil, jak dobře je bráněn. Přesto pod vedením chorvatského kapitána Nikoly Jurišiće město odolalo všem útokům. Výsledek bitvy není zcela jasný, protože existují dvě verze lišící se podle zdroje. V první verzi Nikola Jurišić odmítl nabídku kapitulace za výhodných podmínek, zatímco ve druhé verzi bylo městu nabídnuto nominální vzdání se. V každém případě se Osmané stáhli s příchodem srpnových dešťů. Při ústupu utrpěli porážku v bitvě u Leobersdorfu proti císařské armádě vedené Fridrichem II., falckrabětem rýnským.
V roce 1533 byla podepsána Konstantinopolská smlouva mezi Ferdinandem a Sulejmanem. Jan Zápolský byl uznán jako král Uherska v postavení osmanského vazala. Osmané však uznali území pod vládou Habsburků v Uhrách.
Tato smlouva však neuspokojila ani Jana Zápolského, ani Ferdinanda, jejichž armády začaly na hranicích podněcovat šarvátky. Bosenský sandžak-bej Gazi Husrev-beg využil situace a na začátku roku 1537 obsadil Požegu. Ferdinand, pod tlakem místní šlechty, se rozhodl odpovědět ofenzívou ve Slavonii v roce 1537 a vyslal jednoho ze svých nejzdatnějších generálů, aby dobyl Osijek. Obléhání selhalo a vedlo k bitvě u Gorjani, která skončila katastrofou srovnatelnou s Moháčem – osmanská armáda drtivě porazila Rakušany.
Místo dalšího útoku na Vídeň však Sulejman téhož roku vyslal armádu 8 000 lehkých jezdců k útoku na Otranto v jižní Itálii. Vojska byla z Itálie stažena poté, co očekávaná francouzská invaze, která měla být s osmanským tažením koordinována, nebyla uskutečněna. Nicméně osmanské vítězství v námořní bitvě u Prevezy v roce 1538 znamenalo další porážku pro koalici vedenou Habsburky.

## 40. léta 16. století
V roce 1541 se Osmanům nepodařilo dobýt pevnost Szigetvár. Nicméně ten samý rok Habsburkové utrpěli ponižující porážku při obléhání Budína. Jan Zápolský zemřel v roce 1540 a jeho syn byl tehdy jen několik týdnů starý. Po zprávě o Janově smrti následoval rakouský útok na Budín, avšak prosby jeho vdovy směrem k Sulejmanovi nezůstaly bez odezvy. V roce 1541 byl stárnoucí generál Wilhelm von Roggendorf poražen před Budínem ještě dříve, než stačil překročit Dunaj a město dobýt. Následující rok oblehl Ferdinand Pešť, avšak byl odražen.

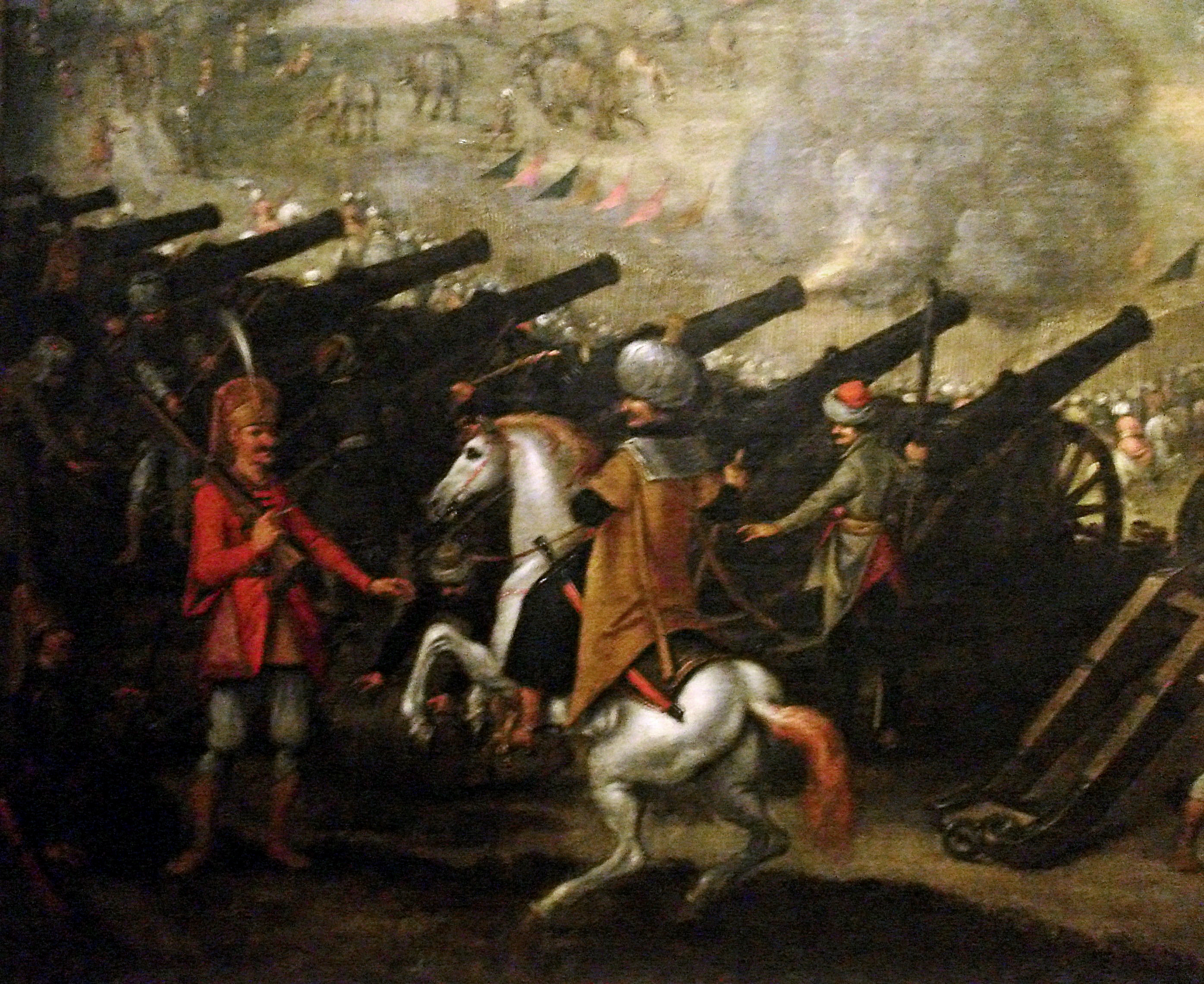
Osmanská dělová baterie při obléhání Ostřihomi, 1543 (detail)

V dubnu 1543 zahájil Sulejman další tažení do Uher, během kterého získal zpět Bran a další pevnosti, čímž se většina Uher dostala pod osmanskou kontrolu. V rámci francouzsko-osmanské aliance (viz také: francouzsko-uherská aliance a Petr Keglević) byli Osmanům v Uhrách dodáni francouzští vojáci; francouzská dělostřelecká jednotka byla vyslána v letech 1543–1544 a připojena k osmanské armádě.
V srpnu 1543 se Osmanům podařilo dobýt Ostřihom. Po obléhání následovalo v září 1543 dobytí uherského korunovačního města Stoličného Bělehradu (Székesfehérvár). Dalšími městy, která padla během této kampaně, byly Siklós a Segedín, což mělo lépe chránit Budín. Neustálé zdržování postupu na západ však znamenalo, že Osmané nemohli zahájit žádnou novou ofenzivu proti Rakousku.
Od roku 1548 až do konce války bojovala v Uhrách španělská pěší tercie pod vedením Maestre de campo Bernarda de Aldana. Tato jednotka, která se dříve účastnila šmalkaldské války, byla odvelena do Uher k boji proti stoupencům Jana Zápolského ve prospěch Ferdinanda. Císař Svaté říše římské Karel V. pravidelně posílal španělské vojáky na pomoc svému bratru od roku 1527 až do roku 1553, což se ukázalo jako klíčové pro udržení Uher v křesťanském světě.

## 50. léta 16. století

### Osmanské tažení v Uhersku v roce 1552

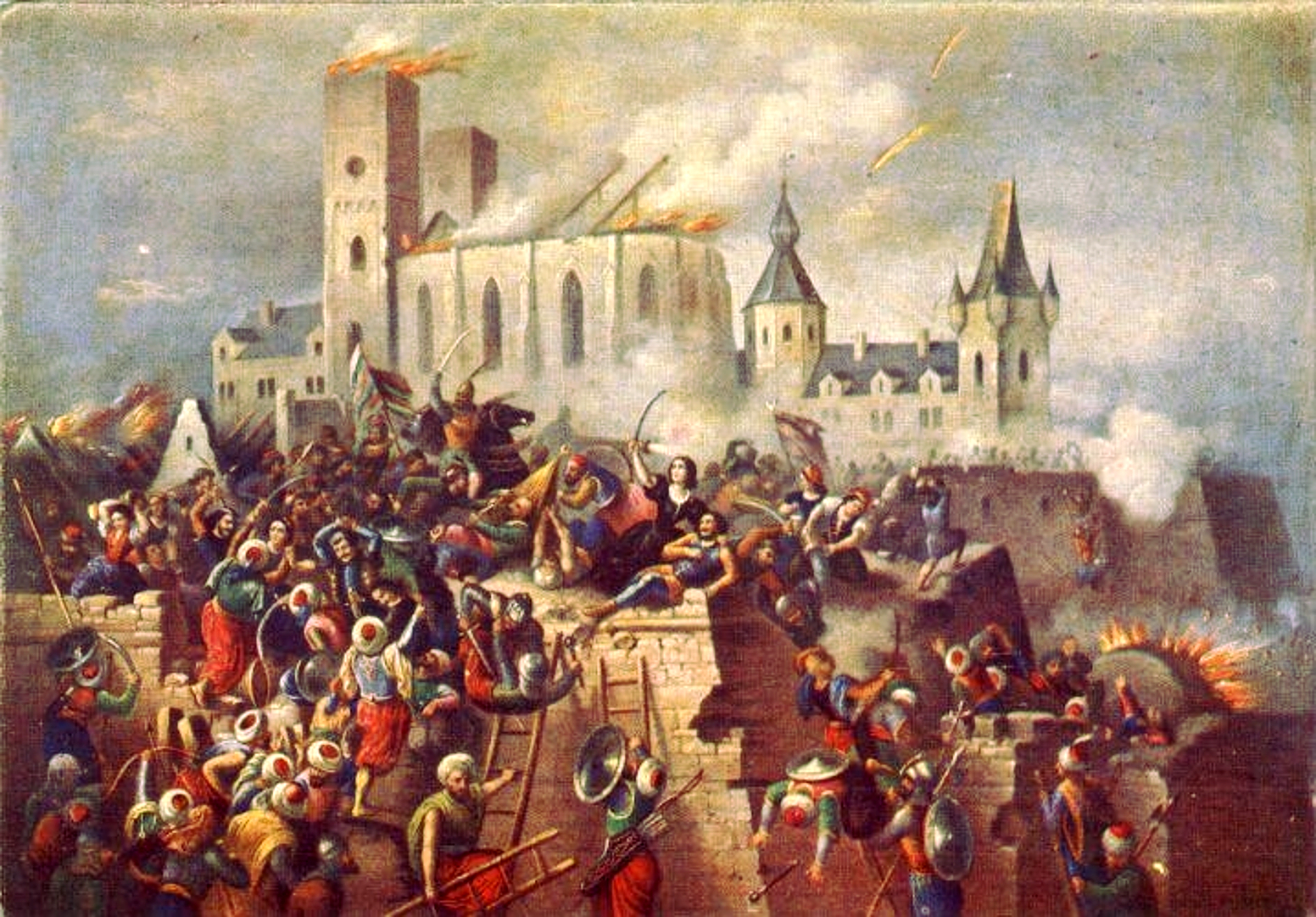
Obléhání Egerského hradu, 1552

Po dobytí Temešváru, 1552

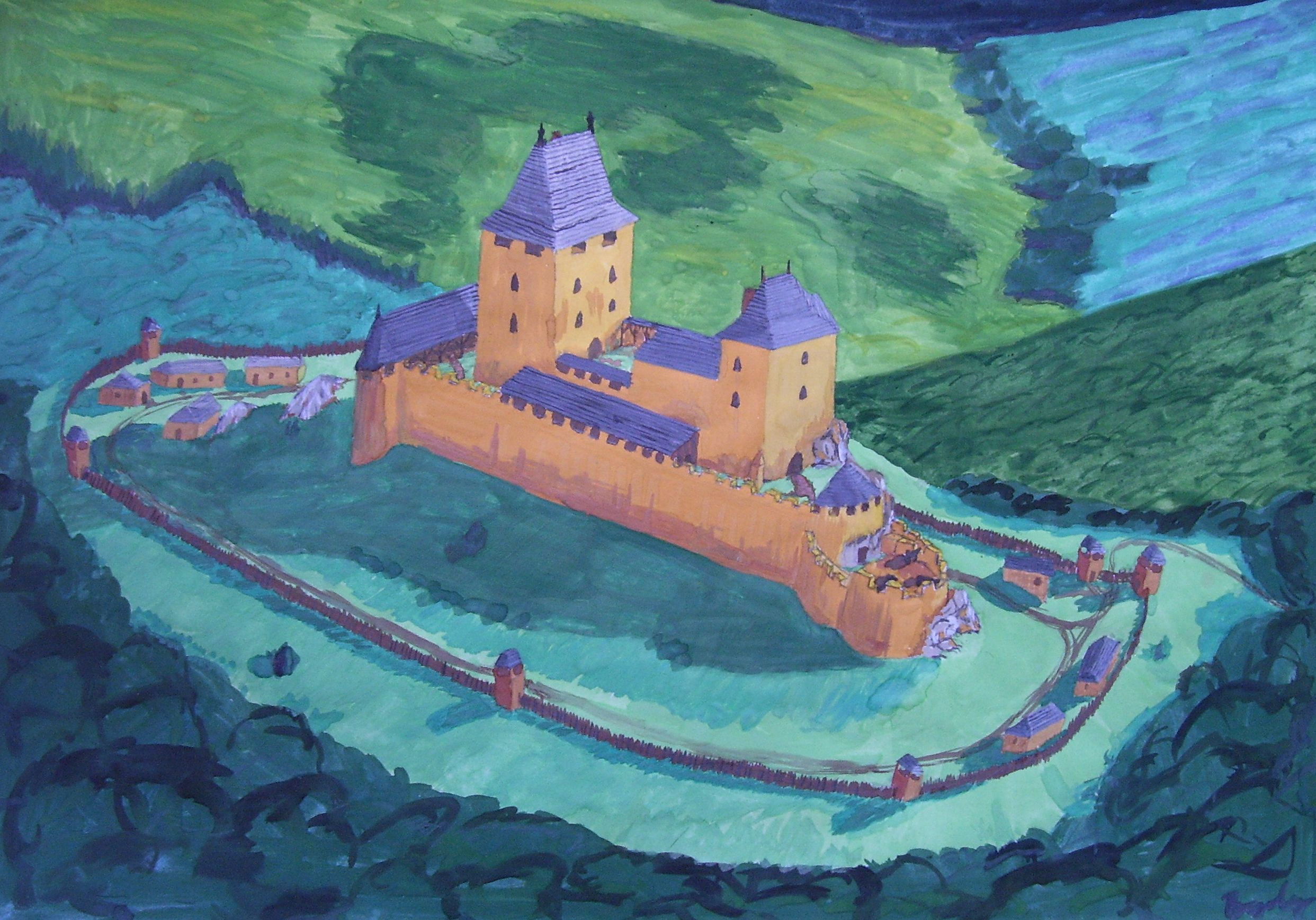
Hrad Drégely byl v roce 1552 bráněn do posledního muže

Na jaře roku 1551 drželi Osmané pohraniční uherské pevnosti Pécs, Fehérvár, Ostřihom, Vác, Novohrad, Hatvan a Segedín. Během dobyvačné výpravy v témže roce byli Turci poraženi Jiřím Martinuzzim u Temešváru a Lippy, což rozzuřilo sultána. Tím skončil mír z Drinopole (Edirne) z roku 1547. Jiří Martinuzzi sultána oklamal – ve skutečnosti chtěl pouze získat čas a nakonec předat Sedmihradsko, které bylo od roku 1003 pod vládou Uherského království, uherskému králi Ferdinandovi Habsburskému.